# 東京海上アセットマネジメント
東京海上アセットマネジメント株式会社（とうきょうかいじょうアセットマネジメント）は、東京海上グループの資産運用会社（投資顧問会社）。

## 沿革
- 1985年12月 - 東京海上エム・シー投資顧問株式会社として資本金2億円で設立。
- 1998年5月 - 東京海上アセットマネジメント投信株式会社に商号変更。
- 2014年4月 - 東京海上アセットマネジメント株式会社に商号変更。
- 2016年10月 - 東京海上不動産投資顧問を吸収合併。

## 運用
- 私募リート - 東京海上プライベートリート投資法人